# Georges Ribemont-Dessaignes
Georges Ribemont-Dessaignes (Montpellier, 19 giugno 1884 – Saint-Jeannet, 9 luglio 1974) è stato uno scrittore e pittore francese legato al movimento Dada.
Studiò a Parigi all'École des beaux-arts e all'Académie Julian, e tenne mostre al Salon d'Automne. Le sue opere giovanili, in gran parte perdute, furono influenzate dai Nabis. Neln 1909 incontrò Raymond Duchamp-Villon, che lo mise in contatto con il Gruppo Puteaux, che comprendeva gli artisti Fernand Léger, Jean Metzinger e Albert Gleizes. Nel 1911 conobbe Francis Picabia. Dal 1913 dipinse molto poco, ma nel 1920 cominciò a produrre dipinti meccanomorfici come quelli di Francis Picabia. Spesso questi furono dipinti sul retro di opere precedenti, come il "Grande Musicista" (1920), che apparteneva ad André Breton ed aveva un'opera Nabi del 1905 sul retro.
Dopo la prima guerra mondiale collaborò con Picabia sulla rivista Dada 391 e divenne presto una figura importante del Dadaismo parigino. Contribuì a molte altre riviste Dada, come Dada, Mécano, Proverbe, e fu curatore di Bifur tra il 1929 ed il 1931. Per Documents scrisse una recensione di "Hallelujah, Film by King Vidor" (1930, numero 4) ed un articolo su "Giorgio de Chirico" (1930, numero 6). Scrisse anche diverse opere teatrali Dada; il suo capolavoro, L'Empereur du Chine (L'Imperatore della Cina) fu scritto nel 1916, e Le Serin muet (L'Uccello Muto) fu eseguito alla prima soirée Dada nel febbraio del 1920, e recitò se stesso nel Le cœur à barbe di Tristan Tzara (1930).
Fu l'avvocato dell'accusa nel processo-farsa di Maurice Barrès per "crimini contro la sicurezza dello spirito umano".
Morì a Saint-Jeannet, Francia, nel 1974.